# Labíb Mahmúd
Háni Labíb Mahmúd, arabul: هَانِي لَبِيب مَحْمُود (1907. augusztus 25. – ?) egyiptomi labdarúgócsatár.

## Pályafutása
1923–1931 között az al-Mohtalat, 1931–1940 között az El-Ahlí labdarúgója volt. 1940–41-ben az al-Mohtalat csapatában fejezte be az aktív játékot.
Az egyiptomi válogatott tagjaként részt vett az 1934-es olaszországi világbajnokságon és az 1936-os berlini olimpián.